# Các dân tộc Phần Lan-Ugria
Các dân tộc Phần Lan-Ugria, các dân tộc Finn-Ugria hay nhóm dân tộc Phần Lan-Ugria, là các dân tộc cư trú ở vùng Đông Bắc Âu, Bắc Á và Bồn địa Pannonia (hay  bồn địa Karpat), nói ngôn ngữ thuộc Nhóm ngôn ngữ Phần Lan-Ugria của Ngữ hệ Ural, ngoại trừ người Samoyed. Nhiều dân tộc Finn-Ugria được bao quanh bởi những người nói các ngôn ngữ thuộc các họ ngôn ngữ khác. Khái niệm Finn-Ugria ban đầu là một ngôn ngữ chứ không phải là một dân tộc, nhưng là một ý nghĩa về tình anh em dân tộc giữa các dân tộc nói tiếng Finn-Ugria, đặc biệt là người Phần Lan Baltic, đã phát triển trong thế kỷ 20.
Bốn dân tộc Finn-Ugria đông nhất là người Hungari (8.818.000 - 11.495.000), người Phần Lan (4.919.000 - 5.766.000), người Estonia (854.000 - 1.085.000)  và người Mordva (100.000 - 860.000). Ba quốc gia đầu tiên trong số này sống ở các quốc gia độc lập - Hungary, Phần Lan và Estonia - trong khi Mordovia là một nước cộng hòa thuộc Liên bang Nga.
Các dân tộc Finn-Ugria khác có ở các nước cộng hòa tự trị bên trong Nga: Người Kareli ở Cộng hòa Karelia, người Komi ở Cộng hòa Komi, người Udmurt ở Cộng hòa Udmurt, người Mari ở Cộng hòa Mari El và người Mordva (Moksha và Erzya) ở Cộng hòa Mordovia. Các dân tộc Khanty và Mansi sống ở khu tự trị Khantia-Mansia của Nga. Phân nhóm Komi-Permyak từng sống ở Khu tự trị Komi-Permyak, nhưng ngày nay khu vực này là lãnh thổ có địa vị đặc biệt trong Perm Krai.
Khu vực truyền thống của người Sami bản địa là ở Bắc Fenno-Scandinavia và bán đảo Kola ở Tây Bắc nước Nga và được gọi là Sápmi.